# Flošna

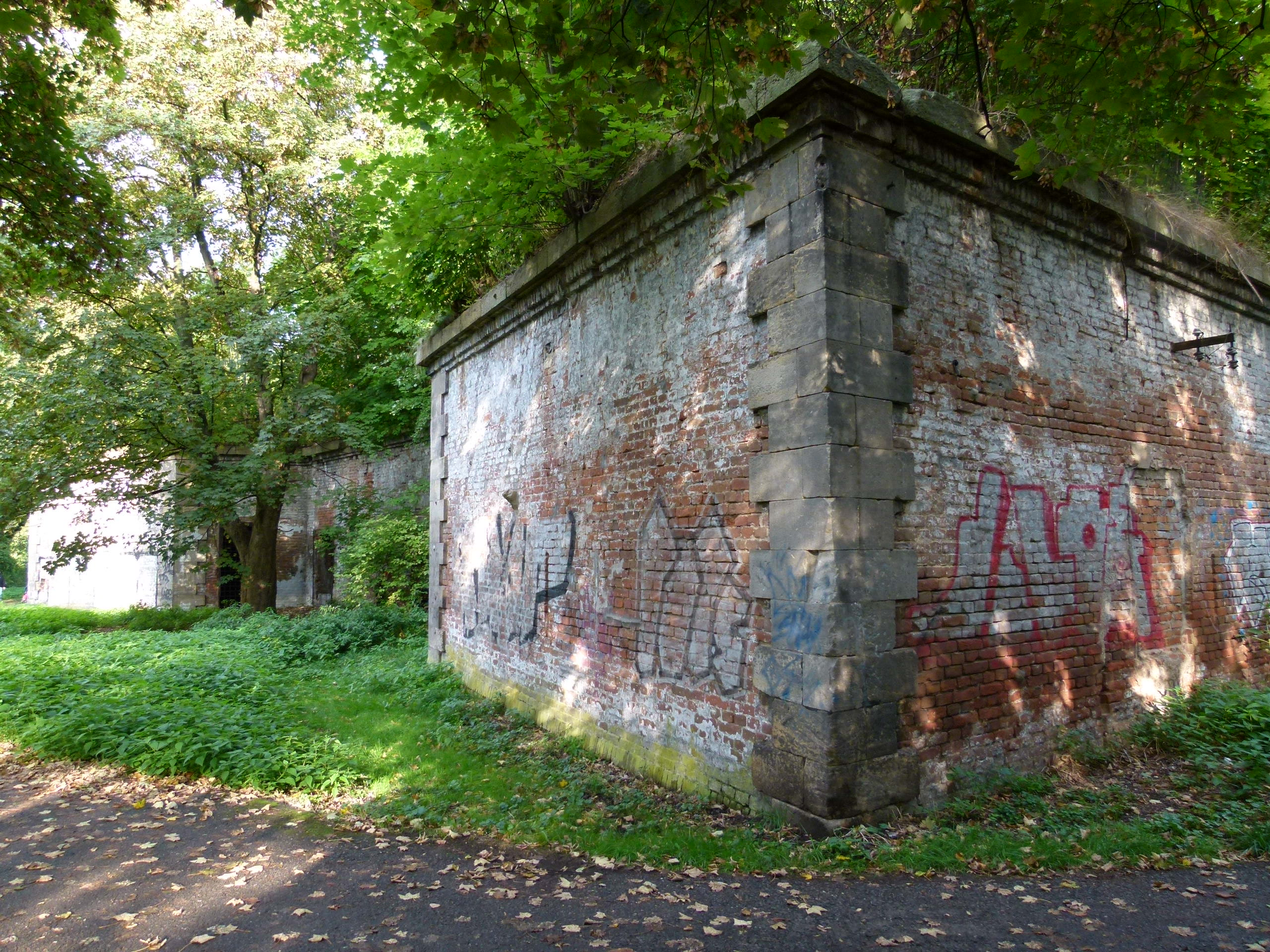
Pivovarská flošna

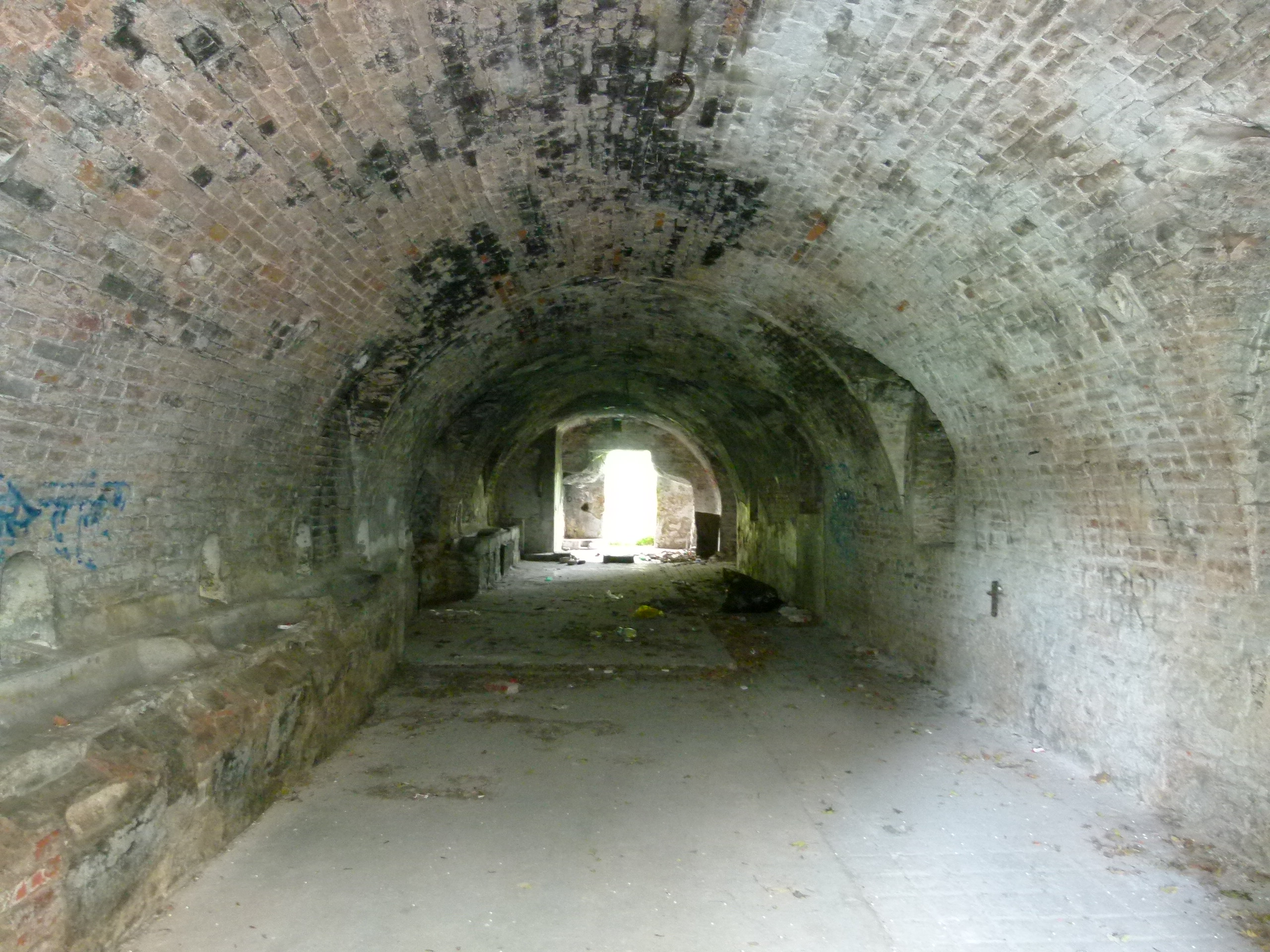
Pivovarská flošna

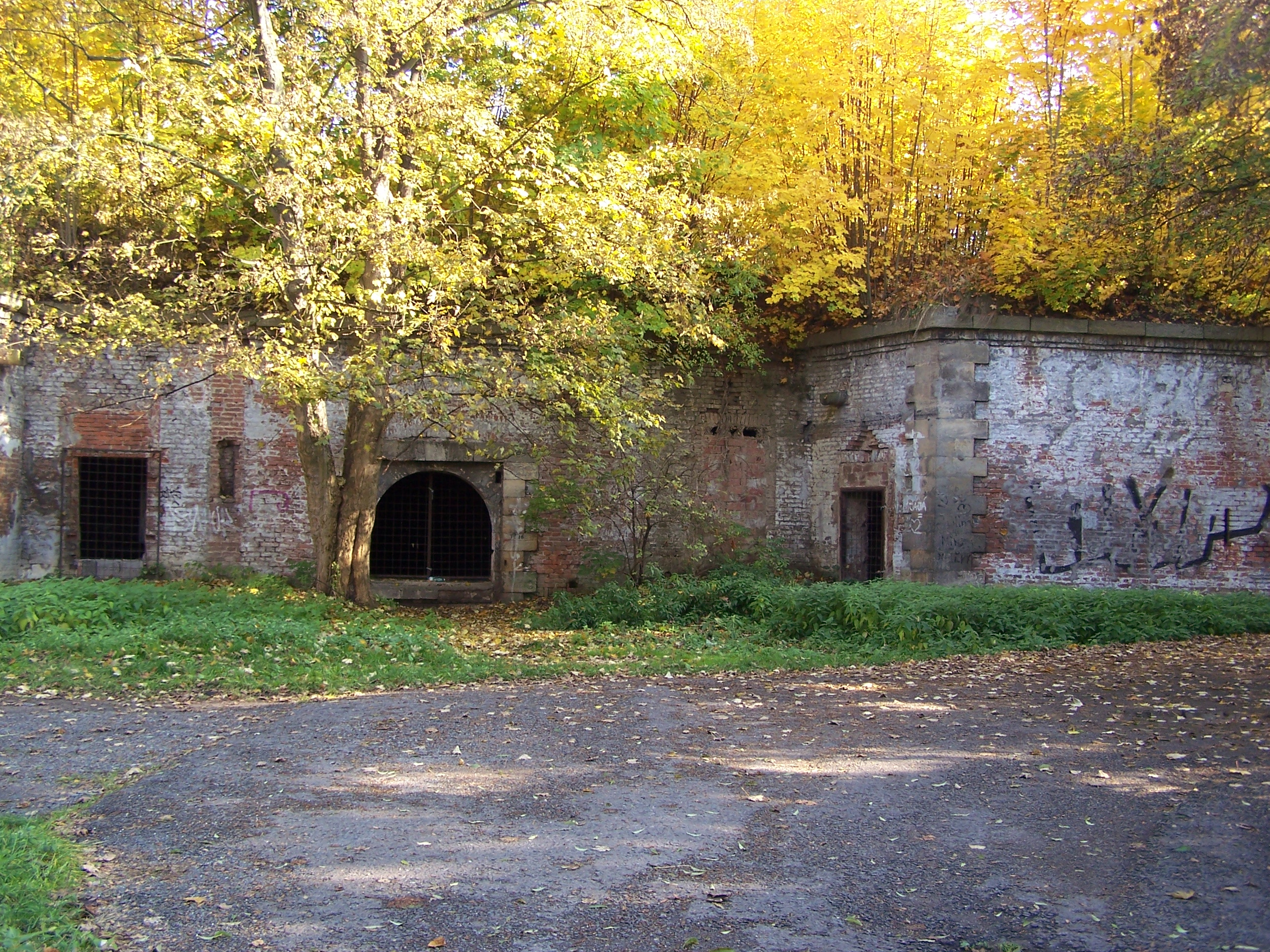
Pajkrova flošna

Flošna je výraz, který označuje předsunuté kasematní budovy, tzv. lunety, postavené v Hradci Králové v rámci stavby královéhradecké pevnosti ve druhé polovině 18. století. Jedná se o lokální královéhradecký pojem, který pochází z francouzského la fléche (šipka). Slovo vzniklo pravděpodobně již při stavbě a používalo se mezi vojáky sloužícími v pevnosti. Podobný výraz (v Němčině „Flesche“) je užit i na dobových plánech pevnosti Cheb.  
Byly postaveny celkem tři flošny, přičemž dodnes se dochovaly dvě – tzv. Pivovarská flošna a Pajkrova flošna. Třetí, dnes již neexistující flošna, se nacházela na místě dnešního Ulrichova náměstí. Obě dochované flošny jsou kulturními památkami.

## Objekty
Obě flošny byly původně obehnány příkopem a vstup do nich byl možný jen přes dřevěný most. Mají téměř čtvercový půdorys se zkosenými nárožími o rozměrech cca 25 × 25 m a výšce téměř 6 m. Vnější zdivo je režné (z neomítnutých cihel), římsy, portály a nároží jsou z tesaných pískovcových kvádrů. Střecha je tvořena zhruba 2 m vysokým hliněným náspem porostlým drny a nálety.
Po zrušení královéhradecké pevnosti byl příkop zasypán a okolní hradby odstraněny. Od té doby byly flošny pronajímány nejrůznějším subjektům a sloužily jako skladiště či garáže. V současnosti je jejich stav poměrně špatný.

### Pivovarská flošna
Má fortifikační číslo 39 (Luneta XXXIX). Těsně sousedí s Koupalištěm Flošna (viz níže). Po dlouhá léta ji využíval hradecký pivovar – odtud její jméno. Název Pivovarská flošna nese i ulice, která k objektu vede. Existuje plán na její rekonstrukci, ale náklady by měly dosáhnout takřka 60 milionů Kč.
Souřadnice flošny jsou 50°12′14″ s. š., 15°50′34″ v. d..

### Pajkrova flošna
Má fortifikační číslo 40 (Luneta XL). Její název pochází z přelomu 19. a 20. století, kdy ji měla pronajatou královéhradecká firma Rudolf Pajkr a spol. specializující se zejm. na výrobu harmonií. Postavena podle návrhu gen. ing. Kleindorfa. K roku 2014 existoval plán na její rekonstrukci, přičemž by se stala majetkem sousední Farmaceutické fakulty Univerzity Karlovy.
Souřadnice flošny jsou 50°12′10″ s. š., 15°50′17″ v. d..

## Koupaliště
Podle obou pevnostních objektů bylo pojmenováno i letní Koupaliště Flošna otevřené 20. května 2010, které se nachází nedaleko nich. Název koupaliště vybíraly děti z královéhradeckých škol, autorkou vítězného návrhu se stala Eliška Ryšánková ze ZŠ Milady Horákové.